# Werner Durth

Werner Durth 2019

Werner Durth (* 17. Mai 1949 in Mengeringhausen) ist ein deutscher Architekt, Soziologe, Architekturhistoriker und Hochschullehrer, bis 2014 war er ordentlicher Professor für das Fachgebiet Geschichte und Theorie der Architektur (GTA) an der Architekturfakultät der Technischen Universität Darmstadt. Er ist ein jüngerer Bruder von Walter Durth.

## Leben
Durth studierte an der damaligen TH Darmstadt Architektur und Stadtplanung sowie Soziologie und Philosophie an der Johann-Wolfgang-Goethe-Universität Frankfurt am Main. Seit 1970 Stipendiat der Studienstiftung des Deutschen Volkes, 1973 Diplom-Ingenieur, wurde er 1976 bei dem Stadtplaner Thomas Sieverts und dem Soziologen Manfred Teschner zum Doktor-Ingenieur promoviert. Er war Mitherausgeber der Zeitschriften ARCH+ und Stadtbauwelt. 1976–1981 Lehrbeauftragter für Urbanistik und Stadtsoziologie an der Hochschule für Gestaltung in Bremen und an der Universität Hannover, war er 1978–1981 Wissenschaftlicher Mitarbeiter am Institut für Soziologie der Technischen Hochschule Darmstadt. 1981 wurde Durth Professor für Umweltgestaltung im Fachbereich Bildende Kunst der Johannes-Gutenberg-Universität Mainz. 1993 wechselte er als Professor und Direktor an das Institut für Grundlagen der modernen Architektur (IGMA) der Universität Stuttgart, Nachfolge Jürgen Joedicke. 1998 wurde er an die Technische Universität Darmstadt auf das neu eingerichtete Fachgebiet Geschichte und Theorie der Architektur (GTA) berufen.
In seinen Forschungen beschäftigt sich Durth mit den Kontinuitäten und Diskontinuitäten der Architektur und des Städtebaus der Moderne, mit Schwerpunkt auf den Entwicklungen während der NS-Zeit und der Wiederaufbauphase der Bundesrepublik Deutschland sowie der SBZ/DDR im internationalen Vergleich.
Werner Durth wurde für seine Arbeit vielfach ausgezeichnet, unter anderem mit dem Schelling-Architekturpreis für Architekturhistoriographie 1992, dem Fritz-Schumacher-Preis für sein Lebenswerk 2004, der Ehrendoktorwürde der Nationalen Polytechnischen Universität Lwiw (Lemberg), Ukraine 2005, dem Literaturpreis des Deutschen Architekten- und Ingenieurverbands (DAI) 2019. Er ist Mitglied unter anderem der Deutschen Akademie für Städtebau und Landesplanung, der Sächsischen Akademie der Künste Dresden und der Akademie der Künste in Berlin, für deren Neubau am Pariser Platz er gemeinsam mit Günter Behnisch auch den Entwurf lieferte. Durth ist Ehrenmitglied des Bundes Deutscher Architektinnen und Architekten und wirkt in zahlreichen Gremien, unter anderem in der Auswahlkommission zur Architekturbiennale Venedig, in der Bundesstiftung Baukultur sowie im Expertenrat zur Zukunft Internationaler Bauausstellungen, und ist weiterhin als Gutachter und Preisrichter tätig.

## Schriften (Auswahl)
- Zur gesellschaftlichen Funktion von Kritik und Theorie der Stadtgestaltung. Dissertation, Technische Hochschule Darmstadt, Darmstadt 1976.
- Die Inszenierung der Alltagswelt. Zur Kritik der Stadtgestaltung. (= Bauwelt-Fundamente.) Braunschweig 1977, 2. Auflage 1988.
- Deutsche Architekten. Biographische Verflechtungen 1900–1970. (= Schriften des Deutschen Architekturmuseums zur Architekturgeschichte und Architekturtheorie) Braunschweig / Wiesbaden 1986. (5. Auflage: Stuttgart / Zürich 2001.)
- (mit Niels Gutschow): Architektur und Städtebau der fünfziger Jahre. (= Schriftenreihe des Deutschen Nationalkomitees für Denkmalschutz, Band 33.) Bonn 1987, ISBN 3-922153-04-6
- Urbanität und Stadtplanung. Thesen zu einem problematischen Verhältnis. In: W. Prigge (Hrsg.): Die Materialität des Städtischen. Stadtentwicklung und Urbanität im gesellschaftlichen Umbruch. (= Stadtforschung aktuell, Band 17.) Basel / Boston 1987.
- (mit Niels Gutschow): Träume in Trümmern. Planungen zum Wiederaufbau zerstörter Städte im Westen Deutschlands 1940-1950. (Band I: Konzepte, Band II: Städte) (= Schriften des Deutschen Architekturmuseums zur Architekturgeschichte und Architekturtheorie.) Braunschweig / Wiesbaden 1988.
- (mit Niels Gutschow): Vom Architekturraum zur Stadtlandschaft. Wandlungen städtebaulicher Leitbilder unter dem Eindruck des Luftkriegs 1940–1945. In: A. Schildt, A. Sywottek (Hrsg.): Massenwohnung und Eigenheim. Frankfurt am Main / New York 1988.
- Kulturraum Stadt. Die Gestaltung der Städte als Zukunftsaufgabe. In: Karl Ganser, J. Hesse, Christoph Zöpel (Hrsg.): Die Zukunft der Städte. Baden-Baden 1991.
- (mit Klaus von Beyme, Niels Gutschow, Winfried Nerdinger und Thomas Topfstedt als Herausgeber): Neue Städte aus Ruinen. Deutscher Städtebau der Nachkriegszeit. München 1992.
- (mit Jörn Düwel und Niels Gutschow): Architektur und Städtebau der DDR. (Band 1: Ostkreuz. Personen – Pläne – Perspektiven, Band 2: Aufbau. Städte – Themen – Dokumente.) 1. Auflage, Frankfurt am Main / New York 1998. / 2. erweiterte Auflage 1999.
- Berlin – Pariser Platz: Neubau der Akademie der Künste, Werner Durth, Günter Behnisch, herausgegeben von der Akademie der Künste. (Übersetzt ins Englische von Lucinda Rennison, übersetzt aus dem Ungarisch von Hans-Henning Paetzke). Jovis, Berlin 2005, ISBN 978-3-936314-36-6.
- (als Herausgeber): Monster und andere Wahrheiten. Bildergeschichten von Karla Kowalski. Jovis Verlag, Berlin 2006, ISBN 978-3-936314-62-5.
- (mit Jörn Düwel und Niels Gutschow): Architektur und Städtebau der DDR. Jovis Verlag, Berlin 2007, ISBN 978-3-939633-29-7.
- Rading trifft Schlemmer. Bau Haus Kunst. Verlag der Buchhandlung Walther König, Köln 2014, ISBN 978-3863356675.
- (mit Paul Sigel): Baukultur. Spiegel gesellschaftlichen Wandels. Jovis Verlag, Berlin 2009, ISBN 978-3-86859-010-4. 3. Auflage als Studienausgabe in drei Bänden 2016, ISBN 978-3868594270.
- (mit Wolfgang Pehnt und Sandra Wagner-Conzelmann): Otto Bartning. Architekt einer Sozialen Moderne. Ausstellungskatalog. Justus von Liebig Verlag, Darmstadt 2017, ISBN 978-3-87390-393-7 und Akademie der Künste, Berlin, ISBN 978-3-88331-220-0